# HD 11905
HD 11905，又名BD+40 407，SAO 37653、HR 562，是一颗恒星，视星等为6.78，位于銀經136.03，銀緯-19.48，其B1900.0坐标为赤經1h 51m 52.2s，赤緯+41° -19.48′ 23″。